# ديفيد تايلور (لاعب كرة قدم أسترالي)
ديفيد تايلور (بالإنجليزية: David Taylor)‏ هو لاعب دوري الرغبي ولاعب كرة قدم أسترالي، ولد في 8 يوليو 1988 في روكامبتون في أستراليا. لعب مع Gold Coast Titans ‏.

## روابط خارجية
- ديفيد تايلور على موقع ItsRugby.co.uk (الإنجليزية)